# 北1条宮の沢通

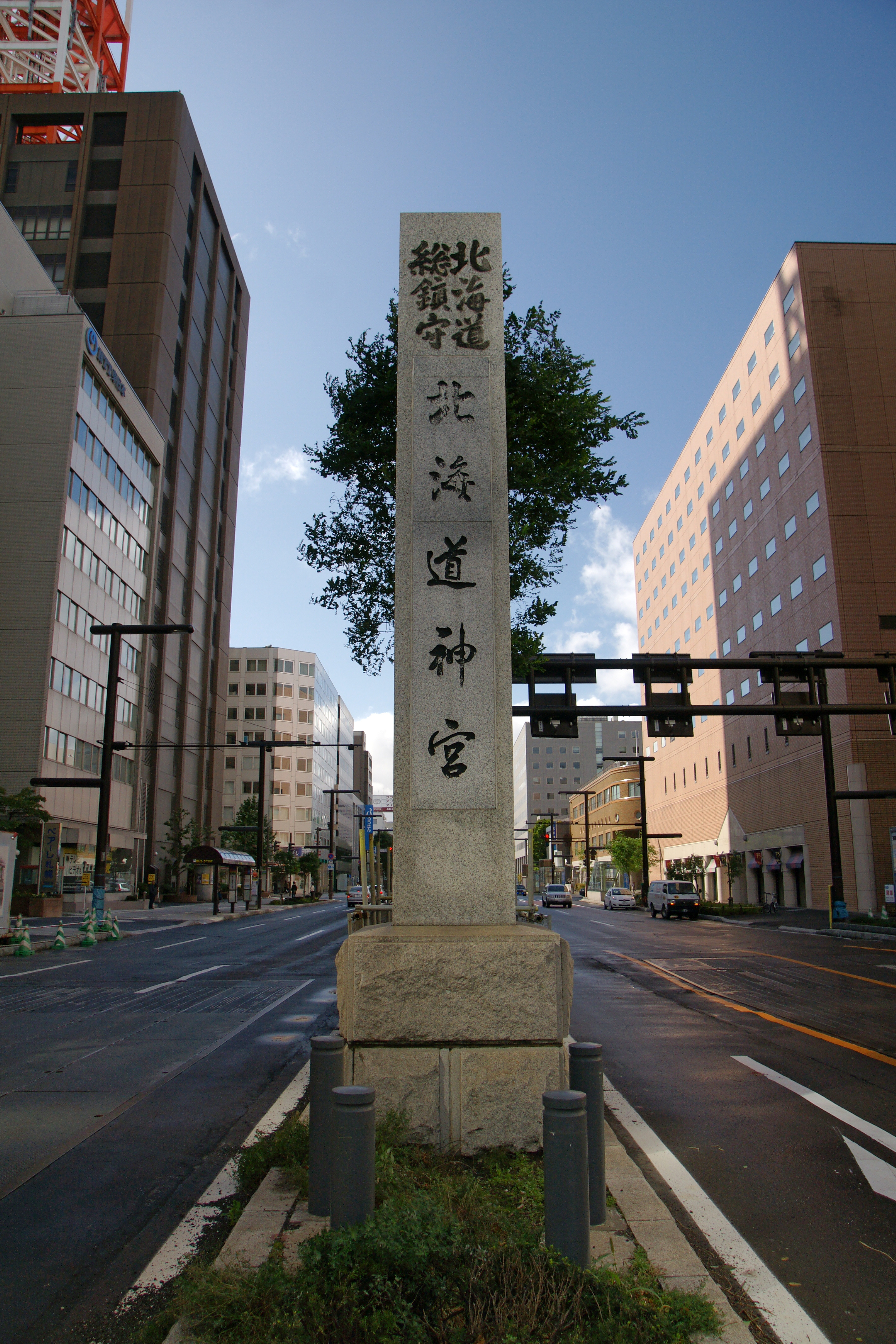
起点付近の中央分離帯にある北海道神宮の石標（2009年10月）

北1条宮の沢通（きたいちじょうみやのさわどおり）は、札幌市中央区から手稲区に至る都市計画道路。区間により国道230号、北海道道124号宮の沢北一条線、主要市道9902号南19条宮の沢線となる。

## 概要
- 起点：札幌市中央区北1条西4丁目（札幌駅前通交点）[1]
- 終点：札幌市手稲区西宮の沢5条1丁目（北5条手稲通交点）[1]

## 歴史
開拓期には札幌の中心部から琴似方面へ行く道路は北5条通（現在の北5条手稲通）と南1条通しかなく、北1条通は西20丁目辺りで行き止まりになっていた。北1条通が国道に認定されるのは1947年（昭和22年）になってからであり、札幌新道や創成川通が開通するまでは起点となる札幌駅前通から西25丁目までは国道5号（札樽国道）として札幌と小樽を結ぶ幹線道路になっていた。北原白秋作詞の童謡「この道」の「この道はいつかきた道…」は、北1条通がモチーフになっている。
北1条宮の沢通は1993年（平成5年）に全面開通し、その後は慢性的な交通渋滞などを解消するため、国道230号延長約1.1 km区間の拡幅事業を行った。2002年（平成14年）には国の直轄駐車場（2006年から民間事業者が管理運営）「北一条地下駐車場」が供用開始した。

## 路線状況
区間
- 国道230号（起点 - 札幌市中央区北1条西11丁目）
- 北海道道124号宮の沢北一条線（札幌市中央区北1条西11丁目 - 札幌市中央区北1条西25丁目）
- 主要市道9902号南19条宮の沢線（札幌市中央区北1条西28丁目 - 終点）

道路施設
- 北一条地下駐車場
- 宮丘トンネル (60 m)[8]
  - 宮丘公園を横切るトンネルとして公園を分断することから、公園の機能や周辺の環境景観に配慮して小動物の往来を確保するため、幅員32 mの開削工法を採用している[9]。

## 地理
北1条宮の沢通は、札幌駅前通から北海道神宮の前を通り、宮丘公園内を横断して国道5号に至る道路になっている、起点から西8丁目通交差点までの約500 mは、明治の初期に開拓使本庁舎の外周路であった名残として幅員が約36 mになっている。札幌市中心部から円山や手稲山山麓を東西に横切るため、札幌市内の街路としては珍しく起伏に富んだ道路であり、西野屯田通から終点となる国道5号までは勾配6%の区間が約1,000 mあることからロードヒーティングを敷設している。

### 交差する道路
- 国道12号（北1条雁来通）・国道36号・北海道道18号札幌停車場線（札幌駅前通）
- 国道230号・北海道道452号下手稲札幌線（石山通）
- 北海道道326号桑園停車場線（福住桑園通）
- 北海道道124号宮の沢北一条線
- 主要市道9902号南19条宮の沢線（環状通）
- 北海道道89号札幌環状線（藻岩山麓通・宮の森北24条通）
- 北海道道82号西野真駒内清田線（手稲左股通）
- 西野屯田通
- 国道5号（北5条手稲通）